# Frotário de Toul
Frotário de Toul (em latim: Frotharius ou Frotarius Tullensis; m. 846) foi um bispo de Toul entre 813 e 846 conhecido principalmente por sua coleção de cartas. Antes de ser consagrado bispo, foi abade na Abadia de St. Evre, em Toul. Frotário trabalhou para Luís, o Piedoso na resolução de disputas e como arquiteto (no palácio em Gondreville).